# 山地隆
山地 隆（やまじ たかし、1982年8月21日 - ）は、岡山県出身の元プロ野球選手（内野手）。

## 来歴・人物
小学校低学年から野球を始めた。
関西高等学校時代では主に3番ショートに座った。3年の夏、県予選でサヨナラ本塁打を含む2ホーマーを放ち、夏の県大会でもベスト4止まりながら2ホーマーを放ち注目された。100mを11秒6で走る俊足も評価が高かった。
2000年のドラフト会議で日本ハムファイターズからドラフト5位で指名を受け入団。しかし1年目は2軍で41試合出場、74打数6安打、打率は規定打席未満を含めチーム最低となる.085、0本塁打、1打点に終わった。翌2002年も2軍でも15試合出場にとどまり、10打数1安打、打率.100、0本塁打、1打点に終わる。同年のシーズン終了後に戦力外通告を受け引退。2年間でプロ野球1軍出場はなかった。
引退後は地元の岡山に戻り中古車販売会社に就職、その傍ら少年野球の指導も行っている。

## 詳細情報

### 年度別打撃成績
- 一軍公式戦出場なし

### 背番号
- 53 （2001年 - 2002年）